# Кліт-травоколірник Гербста
Кліт-травоколі́рник Ге́рбста (лат. Chlorophorus herbstii Brahm, 1790 = Callidium verbasci Fabricius, 1775 nec Linnaeus, 1767 = Clytus quinque-maculatus Gebler, 1860 = Clytus massiliensis Linnaeus, 1758) — вид жуків з родини вусачів.

## Хорологія
Ch. herbsti належить до групи європейських видів у складі європейського зооґеографічного комплексу. Ареал охоплює лише Європу. У Карпатах — це звичайний вид, який зустрічається в передгір'ях, а у гірську частину заходить лише на південно-західному макросхилі в районі Вулканічних Карпат та прилеглих територій.

## Екологія
Дорослі комахи іноді трапляються на квітах гадючника в'язолистого та арункусу звичайного, проте частіше зустрічаються на вегетативних органах різноманітних трав'янистих рослин у чагарниках та підліску. Літ триває з червня по серпень. Личинка розвивається в листяних деревах.

## Морфологія

### Імаго
Волосяний покрив тіла густий, цілком зелений з чорними волосяними плямами на передньоспинці (дві на боках й одна на диску) та надкрилах (дві за серединою та одна комоподібна біля плечового горбика). Довжина тіла становить 8-16 мм.

### Личинка
Личинка білуватого кольору, вкрита короткими жовтими або рудими волосинками. Мандибули з поперечною боріздкою, забарвлені в чорний колір. З кожної сторони голови наявно по одному маленькому вічку. Пронотум в основній частині з дрібними поздовжніми боріздками і глибшою серединною боріздкою. В личинок раннього віку немає ніг, а у дорослої личинки наявні рудиментарні ноги.

## Життєвий цикл
Розвиток триває 2-3 роки.